# اندیکا ایریگویین
اندیکا ایریگویین (انگلیسی: Endika Irigoien؛ زادهٔ ۲۵ ژانویهٔ ۱۹۹۷) بازیکن فوتبال اهل اسپانیا است.
از باشگاه‌هایی که در آن بازی کرده‌است می‌توان به باشگاه فوتبال اوساسونا اشاره کرد.